# Вайсо, Томми
Томми Вайсо, настоящее имя — Томаш Пётр Вечоркевич (пол. Tomasz Piotr Wieczorkiewicz, англ. Tommy Wiseau; род. 3 октября 1955, Познань, Польша) — американский актёр, режиссёр и продюсер. Известен по фильму «Комната» (2003), имеющему репутацию одного из худших фильмов в истории и статус культового. Также снял документальный фильм «Бездомные в Америке» (2004) и телесериал «Соседи» (2015). Фильм 2017 года «Горе-творец» рассказывает о создании фильма «Комната».

## Биография
Вайсо скрывает детали о своей молодости. В различных интервью он утверждал, что когда-то жил во Франции, вырос в Новом Орлеане, штат Луизиана, а его семья проживает в Чалметте, штат Луизиана. По словам Вайсо, в 2003 году ему было 34 года, следовательно, он родился в 1968 или 1969 году. Однако актёр Грег Сестеро в своих мемуарах пишет, что в распоряжении его знакомой оказались иммиграционные документы Вайсо, из которых якобы следовало, что Вайсо родился в одной из стран соцлагеря в 1950-х годах.
В документальном фильме 2016 года «Room Full of Spoons», режиссёр Рик Харпер, анализируя данные о Томми, пришёл к выводу, что он родом из польского города Познань. Тот в ноябре 2017 на шоу Джимми Киммела подтвердил, что он из Европы. В декабре 2017 года в интервью с Говардом Стерном Вайсо заявил, что он католик и говорит по-французски.
По словам Сестеро, Вайсо переехал в Сан-Франциско, где работал уличным продавцом игрушек и сменил имя на Томас Пьер Вайсо. Сам Вайсо утверждает, что примерно в то же время учился психологии в Окленде.
По данным Сестеро, в Сан-Франциско Вайсо сменил множество профессий, в том числе помощника официанта и рабочего в больнице, затем основал компанию «Street Fashions USA», которая продавала со скидкой бракованные синие джинсы. В итоге Вайсо занялся недвижимостью, частично приобрёл в собственность и арендовал крупные торговые площади в Сан-Франциско и Лос-Анджелесе, что позволило ему разбогатеть. Сам Сестеро полагает, что такое быстрое обогащение Вайсо, ранее занимавшегося ручным трудом, маловероятно. Многие люди, участвовавшие в съёмках «The Room», считают, что фильм был прикрытием для отмывания денег организованной преступностью, но сам Томми это отрицает.
Сестеро рассказывает, что поворотным моментом в жизни Вайсо стала автокатастрофа, в которую он попал в Калифорнии: другой водитель поехал на красный свет и врезался в машину Вайсо. Несколько недель он провёл в больнице, а после выздоровления решил заняться кино. Люди, которые сильно повлияли на Томми, — Джеймс Дин, Марлон Брандо, Теннесси Уильямс, Орсон Уэллс, Элизабет Тейлор и Альфред Хичкок.

## Личная жизнь
Вайсо не хочет раскрывать детали о своей личной и семейной жизни. В 2017 году он сказал следующую фразу для «Entertainment Weekly»: «Я считаю, что личная жизнь должна быть личной, а профессиональная жизнь должна быть профессиональной, вот моя точка зрения, и я имею на неё право». Во время интервью в 2016 году с Джеймсом Франко Вайсо назвал Грега Сестеро своим «лучшим другом».

## Фильмография

### Фильмы
| Год  | Название                                   | Режиссёр | Продюсер | Сценарист | Актёр | Роль               | Заметки                |
| ---- | ------------------------------------------ | -------- | -------- | --------- | ----- | ------------------ | ---------------------- |
| 2003 | «Комната»                                  | Да       | Да       | Да        | Да    | Джонни             |                        |
| 2010 | «Дом, который источал кровь на Алекса»     |          |          |           | Да    | Алекс              | Короткометражный фильм |
| 2015 | «Полицейский-самурай 2: Смертельная месть» |          | Да       |           | Да    | Линтон Китано      |                        |
| 2016 | «Холодная Луна»                            |          |          |           | Да    | владелец родео-шоу | Камео                  |
| 2017 | «Горе-творец»                              |          |          |           | Да    | Генри              | Камео                  |
| 2017 | «Т(о)варищи на века»                       |          |          |           | Да    | Харви Льюис        |                        |
| 2018 | «Т(о)варищи на века: Часть 2»              |          |          |           | Да    | Харви Льюис        |                        |
| 2023 | «Большая акула»                            | Да       | Да       | Да        | Да    | Patrick            |                        |

### Документальные фильмы
| Год  | Название              | Режиссёр | Продюсер | Сценарист | Актёр | Роль               |
| ---- | --------------------- | -------- | -------- | --------- | ----- | ------------------ |
| 2004 | «Homeless in America» | Да       | Да       | Да        | Да    | В роли самого себя |
| 2016 | «Enter the Samurai»   |          |          |           | Да    | В роли самого себя |

### ТВ, веб-шоу и рекламные ролики
| Год              | Название                                       | Режиссёр | Продюсер | Сценарист | Актёр | Роль               | Заметки                  |
| ---------------- | ---------------------------------------------- | -------- | -------- | --------- | ----- | ------------------ | ------------------------ |
| 2009             | «Tim and Eric Awesome Show, Great Job!»        | Да       |          |           | Да    | В роли самого себя | Эпизод: «Томми»          |
| 2011-12          | «The Tommy Wi-Show»                            |          |          |           | Да    | T. W.              |                          |
| 2011             | «Tommy Explains it All»                        |          |          |           | Да    | В роли самого себя |                          |
| 2013             | «Tommy Wiseau Wishes YOU a Happy Memorial Day» |          |          |           | Да    | В роли самого себя | Реклама Urban Outfitters |
| 2014-наст. время | «The Neighbors»                                | Да       | Да       | Да        | Да    | Чарли / Рики Рик   |                          |